# Mouvement rap francophone
Pour les articles homonymes, voir MRF.
Mouvement rap francophone, parfois abrégé MRF ou M.R.F, est un groupe de hip-hop canadien, originaire de Montréal au Québec, et de Toronto en Ontario. Il est représenté par Kool Rock (alias Ghislain Proulx) et Jay Tee (alias Jean Tarzi). Le groupe, qui est l'un des premiers de rap au Québec, parvient, notamment en parallèle à des artistes locaux comme French B. et Mélomane, à ancrer significativement la culture hip-hop dans la partie francophone du Canada.

## Biographie
Ghislain Proulx est né à Montréal, au Québec, en 1969. Passionné de hip-hop, il devient b-boy (danseur) sous le nom de Kool Rock à la fin des années 1980. Il vibre au son des grands noms de ce temps comme Run–DMC, LL Cool J, N.W.A., et Big Daddy Kane. À cette période, il souhaite rapper comme les artistes américains, mais dans sa langue natale, le français québécois, et mettre sa province sur la carte. Avec DJ Jay Tee, un complice aux tables tournantes, ils décident de fonder un groupe en 1989 qui deviendra Mouvement rap francophone, l'un des premiers groupes de rap au Québec.
En 1990, le duo réalise à Toronto, en Ontario, une première chanson intitulée MRF est arrivé, dans une tentative de faire germer la culture hip-hop dans la partie francophone du Canada, et au Québec. La chanson est un franc succès et leur permet d’attirer l’attention médiatique nationale et internationale. Ils sont approchés pour des entrevues, des spectacles, et performent en première partie de leurs idoles dont Ice-T et Public Enemy. Produit par Howard Hughes elle reprend également un échantillon de la chanson Funky Drummer de James Brown, sortie en 1969. Le clip de MRF est arrivé passe fréquemment sur Musique Plus. MRF est arrivé marque le début de l’âge d’or du hip-hop québécois.
1991 marque le départ de Jay Tee pour des raisons de santé et MRF s’éclipse tranquillement de la scène. En 2009, devenu Mononcle Rock par la force des années, l’inattendu se produit : il est bel et bien de retour et n’a pas perdu son franc-parler. Il veut maintenant soutenir les artistes pour qui il a pavé la voie, dont Merl Beatz son protégé.